# Lehmanndiscontinuïteit
De Lehmanndiscontinuïteit (ook wel L-discontinuïteit) is een seismische discontinuïteit in de bovenmantel van de Aarde, waar de seismische snelheden in het gesteente en hun gradiënten snel veranderen.
De Lehmanndiscontinuïteit is genoemd naar haar ontdekster, de Deense seismologe Inge Lehmann (1888-1993). De discontinuïteit bevindt zich gemiddeld op 210 km diepte. Lokaal kan de discontinuïteit van 190 tot 250 km diepte liggen.
Over de aard van de discontinuïteit en de oorzaak van het snelheidsverschil verschillen de meningen. Een mogelijkheid is dat het een mechanische grenslaag is, die met een verandering in de seismische anisotropie te maken heeft. Een andere theorie is dat de L-discontinuïteit de ondergrens van de asthenosfeer vormt.

## Alternatieve betekenis
In sommige literatuur wordt de term Lehmanndiscontinuïteit gebruikt voor de grens tussen de binnenkern en de buitenkern (een grens die ook door Inge Lehmann ontdekt is). Hoewel dit een belangrijkere ontdekking van Lehmann was, wordt de naam van Lehmann vaker met de discontinuïteit in de bovenmantel geassocieerd.